# Muta

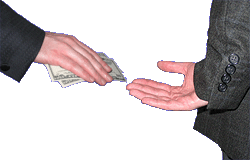
Mutor är ett otillbörligt sätt att köpa sig fördelar av makthavare.

En muta är en gåva, en tjänst eller annan förmån som överlämnas till en tjänsteman eller annan makthavare, blivande makthavare eller före detta makthavare, för att makthavaren ska särbehandla givaren, givarens anhöriga eller någon annan, eller som tack för utförda tjänster. Med makt avses inte enbart myndighetsutövning utan all form av tjänsteutövning. Enbart fysiska personer kan i straffrättslig mening begå ett mutbrott, ta emot en muta. 
Givande av muta kallades "bestickning" och givaren en "bestickare". Tagande av muta (kallades tidigare "mutbrott") medför att mottagaren i Sverige kan dömas enligt 10 kap 5a–5c § Brottsbalken.. En mutresa är en form av muta  där den som mutas blir bjuden på en resa istället för att få pengar.
En form av muta är kickback, som innebär att en upphandling görs till överpris och att leverantörens övervinst i hemlighet lämnas tillbaka till den som skötte upphandlingen.